# Amplificador de potencia

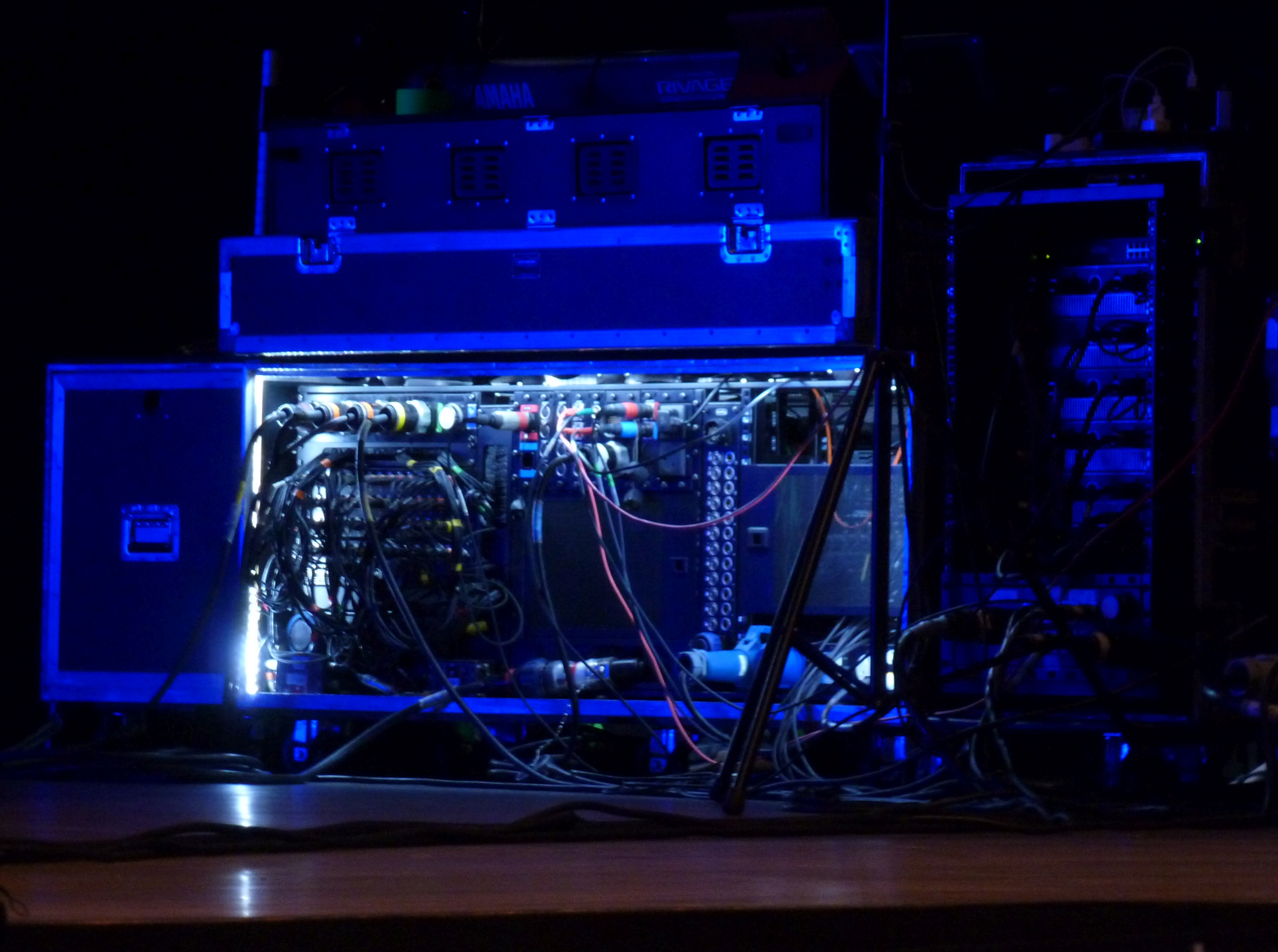

Una de las funcionalidades más importantes de un transistor es la de amplificar señales.
también podemos hacer cambios de bases electromecánicas , con estos cambios es posible hacer muchos tipos de señales como también negarlas
Los reguladores de potencia más sencillos son lineales. Existen dos tipos de circuitos integrados (CI) aptos para esta función: los amplificadores lineales y los reguladores de tensión lineales.
Los transistores bipolares de potencia se pueden emplear tanto en aplicaciones lineales como en conmutación, aunque son más lentos y sensibles al fenómeno de la segunda ruptura, el cual es el resultado de una distribución no uniforme de la corriente en la unión base-colector (polarizada inversamente durante conducción) del transistor de salida, provocando un aumento de la temperatura en aquella zona que puede destruir el dispositivo; y que es distinto de la ruptura primaria por avalancha. Como la ganancia de corriente de los BJT es pequeña, normalmente se los emplea en configuración Darlington.
El montaje más típico del transistor bipolar como amplificador de potencia, es el de emisor común (EC).

## Recta de carga para señal
La recta de carga para señal tiene una mayor pendiente que la recta de carga para continua si la resistencia de colector para señal es menor que la resistencia de colector para continua.

## Límites para la excursión de señal
Cuando la señal es grande, puede producirse un recorte en uno o en los dos semiciclos. Si el punto Q se halla en el centro de la recta de carga para continua, se produce primero el recorte de ICQrc. Si el punto Q se encuentra por encima del centro de la recta de carga para continua, se puede producir primero el recorte de VCEQ (máxima variación hacia la izquierda), o bien de ICQrc (máxima variación hacia la derecha). Depende de cual de los valores sea menor.

De manera ideal, el voltaje Vce puede llegar a obtener el mismo valor de la fuente que polariza el circuito. Sin embargo de manera práctica no se consigue este valor, por ello se habla de un porcentaje para la máxima excursión. Así, para un Vcc(Voltaje de fuente de polarización) fijo y un porcentaje K de máxima excursión, el máximo valor Vce que se obtendrá será Vce_máx = k*Vcc.

La máxima excursión de señal se conseguirá cuando se logre ubicar el punto de operación del transistor en la mitad de la recta de carga AC, permitiendo al punto de operación moverse en iguales proporciones durante el ciclo positivo y negativo de la señal de entrada, entre 0 y K*Vcc . Al conseguir esto, se entiende que al provocarse saturación en la salida con uno de los semiciclos de la señal de entrada, se generará también saturación en el semiciclo contrario.

## Funcionamiento en Clase A
El funcionamiento en clase A se produce cuando el transistor conduce durante todo el ciclo de señal sin entrar en saturación o en corte. El rendimiento del amplificador se define como la potencia de señal en la carga dividida por la potencia entregada por la fuente de alimentación, todo multiplicado por 100. 
El rendimiento de un amplificador clase A es pequeño, en general muy por debajo del 25%. (visita las páginas web de transistoresbipolares).

## Limitación de potencia para un transistor
La temperatura en la unión del transistor limita la potencia que un transistor puede disipar sin que se destruya. La temperatura del encapsulado se halla entre la temperatura de la unión y la temperatura ambiente. Los disipadores de calor permiten que el calor escape con mayor facilidad de un transistor, lo que hace que disminuya la temperatura de la unión..